# Harmonicon
Genre
Harmonicon est un genre d'araignées mygalomorphes de la famille des Dipluridae.

## Distribution
Les espèces de ce genre se rencontrent au Brésil et en Guyane.

## Liste des espèces
Selon World Spider Catalog (version 25.5, 12/12/2024) :
- Harmonicon audeae Maréchal & Marty, 1998
- Harmonicon candango Wermelinger-Moreira, Castanheira & Baptista, 2024
- Harmonicon cerberus Pedroso & Baptista, 2014
- Harmonicon oiapoqueae Drolshagen & Bäckstam, 2011
- Harmonicon rufescens F. O. Pickard-Cambridge, 1896

## Systématique et taxinomie
Ce genre a été décrit par F. O. Pickard-Cambridge en 1896 dans les Theraphosidae. Il est placé en synonymie avec Diplura par Raven en 1985. Il est relevé de synonymie par Maréchal et Marty en 1998.

## Publication originale
- F. O. Pickard-Cambridge, 1896 : « On the Theraphosidae of the lower Amazons: being an account of the new genera and species of this group of spiders discovered during the expedition of the steamship "Faraday" up the river Amazons. » Proceedings of the Zoological Society of London, vol. 1896, p. 716-766 (texte intégral).